# Taekwondo aux Jeux asiatiques de 2006
Les épreuves de taekwondo aux Jeux asiatiques de 2006 se sont déroulées du 7 au 10 décembre 2006 au Qatar Sports Club Indoor Hall, à Doha, au Qatar. Seize épreuves de taekwondo (huit féminines et huit masculines) figuraient au programme.

## Tableau des médailles
| Taekwondo | Taekwondo aux Jeux asiatiques de 2006 | Taekwondo aux Jeux asiatiques de 2006 | Taekwondo aux Jeux asiatiques de 2006 | Taekwondo aux Jeux asiatiques de 2006 | Taekwondo aux Jeux asiatiques de 2006 |
| Position  | Pays                                  | Or                                    | Argent                                | Bronze                                | Total                                 |
| Position  | Pays                                  |                                       |                                       |                                       | Total                                 |
| 1         | Corée du Sud                          | 9                                     | 1                                     | 1                                     | 11                                    |
| 2         | Chine                                 | 3                                     | 1                                     | 2                                     | 6                                     |
| 3         | Iran                                  | 1                                     | 2                                     | 5                                     | 8                                     |
| 4         | Taipei chinois                        | 1                                     | 2                                     | 4                                     | 7                                     |
| 5         | Jordanie                              | 1                                     | 2                                     | 0                                     | 3                                     |
| 6         | Qatar                                 | 1                                     | 0                                     | 1                                     | 2                                     |
| 7         | Thaïlande                             | 0                                     | 3                                     | 2                                     | 5                                     |
| 8         | Philippines                           | 0                                     | 2                                     | 3                                     | 5                                     |
| 8         | Viêt Nam                              | 0                                     | 2                                     | 3                                     | 5                                     |
| 10        | Ouzbékistan                           | 0                                     | 1                                     | 0                                     | 1                                     |
| 11        | Kazakhstan                            | 0                                     | 0                                     | 3                                     | 3                                     |
| 11        | Népal                                 | 0                                     | 0                                     | 3                                     | 3                                     |
| 13        | Afghanistan                           | 0                                     | 0                                     | 1                                     | 1                                     |
| 13        | Indonésie                             | 0                                     | 0                                     | 1                                     | 1                                     |
| 13        | Bahreïn                               | 0                                     | 0                                     | 1                                     | 1                                     |
| 13        | Liban                                 | 0                                     | 0                                     | 1                                     | 1                                     |
| 13        | Tadjikistan                           | 0                                     | 0                                     | 1                                     | 1                                     |

## Femmes

### Moins de47kg
| Médaille | Nom                   | Pays           |
| -------- | --------------------- | -------------- |
|          | Wu Jingyu             | Chine          |
| Argent   | Yang Shu Chun         | Taipei chinois |
| Bronze   | Kathleen Eunice Alora | Philippines    |
| Bronze   | Yaowapa Boorapolchai  | Thaïlande      |

### Moins de51kg
| Médaille | Nom                  | Pays           |
| -------- | -------------------- | -------------- |
|          | Kwon Eun Kyung       | Corée du Sud   |
| Argent   | Wu Yen Ni            | Taipei chinois |
| Bronze   | Natthaya Sangsasiton | Thaïlande      |
| Bronze   | Do Tih Bich Hanh     | Viêt Nam       |

### Moins de55kg
| Médaille | Nom             | Pays         |
| -------- | --------------- | ------------ |
|          | Kim Bo Hye      | Corée du Sud |
| Argent   | Hoang Ha Giang  | Viêt Nam     |
| Bronze   | Saule Sardarova | Kazakhstan   |
| Bronze   | Cosette Basbous | Liban        |

### Moins de59kg
| Médaille | Nom                 | Pays           |
| -------- | ------------------- | -------------- |
|          | Lee Sung Hye        | Corée du Sud   |
| Argent   | Nguyen Thi Hoai Thu | Viêt Nam       |
| Bronze   | Ayasha Shakya       | Népal          |
| Bronze   | Tseng Pei Hua       | Taipei chinois |

### Moins de63kg
| Médaille | Nom                | Pays           |
| -------- | ------------------ | -------------- |
|          | Su Li Wen          | Taipei chinois |
| Argent   | Chonnapas Premwaew | Thaïlande      |
| Bronze   | Manita Sahi        | Népal          |
| Bronze   | Veronica Domingo   | Philippines    |

### Moins de67kg
| Médaille | Nom                    | Pays         |
| -------- | ---------------------- | ------------ |
|          | Hwang Kyung-seon       | Corée du Sud |
| Argent   | Mary Antoinette Rivero | Philippines  |
| Bronze   | Jiang Lingling         | Chine        |
| Bronze   | Bui Thu Hien           | Viêt Nam     |

### Moins de72kg
| Médaille | Nom                   | Pays         |
| -------- | --------------------- | ------------ |
|          | Luo Wei               | Chine        |
| Argent   | Alaa Kutkut           | Jordanie     |
| Bronze   | Mahroz Sae Bonehkohal | Iran         |
| Bronze   | Lee In Jong           | Corée du Sud |

### Plus de72kg
| Médaille | Nom                     | Pays        |
| -------- | ----------------------- | ----------- |
|          | Chen Zhong              | Chine       |
| Argent   | Evgeniya Karimova       | Ouzbékistan |
| Bronze   | Amalia Kurniasih Palupi | Indonésie   |
| Bronze   | Afsaneh Sheikhi         | Iran        |

## Hommes

### Moins de54kg
| Médaille | Nom                        | Pays       |
| -------- | -------------------------- | ---------- |
|          | Mohammad Al Bakhit         | Jordanie   |
| Argent   | Vasavat Somswang           | Thaïlande  |
| Bronze   | A. Rahim A. Hameed Ebrahim | Bahreïn    |
| Bronze   | Renat Kuralbayev           | Kazakhstan |

### Moins de58kg
| Médaille | Nom                      | Pays           |
| -------- | ------------------------ | -------------- |
|          | You Young Dae            | Corée du Sud   |
| Argent   | Nattapong Tewawetchapong | Thaïlande      |
| Bronze   | Behzad Khodadad Kanjobeh | Iran           |
| Bronze   | Chu Mu-yen               | Taipei chinois |

### Moins de62kg
| Médaille | Nom          | Pays           |
| -------- | ------------ | -------------- |
|          | Kim Ju Young | Corée du Sud   |
| Argent   | Tshomlee Go  | Philippines    |
| Bronze   | Su Tai Yuan  | Taipei chinois |
| Bronze   | Vu Anh Tuan  | Viêt Nam       |

### Moins de67kg
| Médaille | Nom                  | Pays         |
| -------- | -------------------- | ------------ |
|          | Song Myeong-seob     | Corée du Sud |
| Argent   | Jamil Al Khuffash    | Jordanie     |
| Bronze   | Alireza Nassrazadany | Iran         |
| Bronze   | Manuel Jr Rivero     | Philippines  |

### Moins de72kg
| Médaille | Nom                 | Pays         |
| -------- | ------------------- | ------------ |
|          | Lee Young Yeoul     | Corée du Sud |
| Argent   | Wang Hao            | Chine        |
| Bronze   | Nesar Ahmad Bahavee | Afghanistan  |
| Bronze   | Hadi Sae Bonehkohal | Iran         |

### Moins de78kg
| Médaille | Nom                        | Pays           |
| -------- | -------------------------- | -------------- |
|          | Abdulqader Hikamt A Sarhan | Qatar          |
| Argent   | Mahdi Bibak Asl            | Iran           |
| Bronze   | Deepak Bista               | Népal          |
| Bronze   | Liao Chia Hsing            | Taipei chinois |

### Moins de84kg
| Médaille | Nom              | Pays         |
| -------- | ---------------- | ------------ |
|          | Yossef Karami    | Iran         |
| Argent   | Park Kyeong Hoon | Corée du Sud |
| Bronze   | Arman Chilmanov  | Kazakhstan   |
| Bronze   | Shokirjon        | Tadjikistan  |

### Plus de84kg
| Médaille | Nom                            | Pays         |
| -------- | ------------------------------ | ------------ |
|          | Kim Hak Hwan                   | Corée du Sud |
| Argent   | Mehdi Navaei Seraskanroud      | Iran         |
| Bronze   | Liu Xiaobo                     | Chine        |
| Bronze   | Abdlqader Abdelmete A Al Adhmi | Qatar        |